# 앙골라과일박쥐
앙골라과일박쥐 또는 앙골라루세트(Lissonycteris angolensis)는 큰박쥐과에 속하는 박쥐의 일종이다. 앙골라와 부룬디, 카메룬, 중앙아프리카공화국, 콩고공화국, 콩고민주공화국, 케냐, 나이지리아, 르완다, 수단, 탄자니아, 우간다 그리고 잠비아에서 발견된다. 자연 서식지는 아열대 또는 열대 기후 지역의 습윤 저지대 숲과 습윤 사바나, 바위 지대이다.